# Consonant bilabial
Una consonant bilabial (o simplement bilabial en l'àmbit de la fonètica) és aquella consonant que s'articula mitjançant el contacte o l'acostament de tots dos llavis. Es tracta de sons molt freqüents, ja que menys de 1% dels idiomes no els tenen com a fonema. Aquestes llengües es concentren a Nord-amèrica.
En català, els sons [b], [p], [β], [m], [w] són bilabials.